# Sebastião Garcia Ramires
Sebastião Garcia Ramires (Lisboa, 5 de abril de 1898 — Lisboa, 1972) foi um engenheiro, licenciado em Engenharia de Máquinas pelo Instituto Superior Técnico de Lisboa, industrial conserveiro e proprietário, que se notabilizou no campo político, como dirigente da União Nacional, deputado e como ministro com as pastas do Comércio e Indústria e da Agricultura de vários governos do Estado Novo, tendo conduzido a fase principal de corporativização da indústria portuguesa.

## Biografia
Foi o criador de um sistema de preferência para os produtos nacionais. Teve uma longa carreira parlamentar, permanecendo sem interrupção desde a I legislatura (1935-1938) à IX legislatura (1965-1969) do Estado Novo.
Ministro do Comércio, Indústria e Agricultura no primeiro governo de Salazar, de 5 de julho de 1932 a 24 de julho de 1933, mas um conflito com as forças vivas da lavoura, em meados de 1933, leva a que o seu ministério deixe de abranger a agricultura. Em consequência, foi Ministro do Comércio e Indústria, desde 24 de julho de 1933 a 18 de janeiro de 1936.
Dedicou-se à indústria das conservas de peixe, sendo o sucessor do fundador da Ramirez, já ao tempo a mais antiga conserveira em atividade em Portugal.
É lembrado na toponímia de Vila Real de Santo António, onde existe a Avenida Engenheiro Sebastião Ramirez.